# Jennifer Kirk
Jennifer Kirk (* 15. August 1984 in Newton, Massachusetts) ist eine ehemalige US-amerikanische Eiskunstläuferin, die im Einzellauf startet. Sie ist die Juniorenweltmeisterin des Jahres 2000 und die Vier-Kontinente-Meisterin des Jahres 2002.

## Ergebnisse (Auswahl)
| Wettbewerb/Saison                | 1999/2000 | 2000/01 | 2001/02 | 2002/03 | 2003/04 | 2004/05 |
| -------------------------------- | --------- | ------- | ------- | ------- | ------- | ------- |
| Weltmeisterschaften              | -         | -       | -       | -       | 18.     | 17.     |
| Vier-Kontinente-Meisterschaften  | -         | 5.      | 1.      | -       | -       | 3.      |
| Juniorenweltmeisterschaften      | 1.        |         |         |         |         |         |
| US-amerikanische Meisterschaften | 7.        | 4.      | 5.      | 5.      | 3.      | 4.      |
| ISU-Grand-Prix-Serie             |           |         |         |         |         |         |
| Cup of Russia                    |           |         |         |         |         | 10.     |
| NHK Trophy                       |           |         |         |         | 5.      |         |
| Skate America                    |           |         |         |         | 2.      |         |
| Trophée Eric Bompard             |           | 3.      |         |         |         |         |